# John Northcott
Pour les articles homonymes, voir Northcott.
John Northcott, né le 24 mars 1890 à Creswick et mort le 4 août 1966 à Sydney, est un homme politique australien gouverneur de Nouvelle-Galles du Sud du 1er août 1946 au 3 juillet 1957.